# Тексистекатль
Тексистекатль (исп. Tecciztécatl), также Текусистекатль (исп. Tecuciztécatl) — «Старый бог Луны», в ацтекской мифологии бог луны, представляющий её мужской аспект.

## Мифология
Изображался старцем, несущим на спине белую морскую раковину (раковину улитки), символизирующую луну, либо с крыльями бабочки. Считался сыном Тлалока и богини Чальчиутликуэ.
Согласно легенде, в начале Пятой эпохи мира Тексистекатль согласился броситься в костёр, чтобы превратится в новое Солнце. Однако он испугался страшного жара, и вместо него в костёр бросился бог проказы Нанауацин, ставший Солнцем-Тонатиу. Текусистекатль устыдился и бросился вслед за Нанауацином, превратившись в Луну, бога Мецтли. Пирамида в честь бога Луны до сих пор существует в городе Теотиуакане.